# Modesto Faustini
Modesto Faustini (né le 27 mai 1839 à Brescia et mort le 23 mars 1891 à Rome) est un peintre italien.

## Biographie
Orphelin de père et de mère dès son plus jeune âge, il est d'abord formé comme tailleur, puis comme charpentier dans un orphelinat de Brescia, avant de compléter sa formation artistique à l'Académie de Brera grâce à une bourse d'études accordée par Tosio Martinengo, disciple de Giuseppe Bertini. En 1869, grâce à l'octroi d'une bourse pour suivre des cours de perfectionnement artistique à Brescia, il s'installe à Rome. Sa production est particulièrement orientée vers la réalisation de cycles de fresques sur des thèmes sacrés.
En 1889, il est nommé président de l'Académie des aquarellistes (Accademia degli acquarellisti).
Ses œuvres sont conservées à la Galerie nationale d'Art moderne et contemporain, au Musée Revoltella de Trieste, à la pinacothèque Tosio Martinengo, au Musée du Risorgimento de Brescia, et à la Galerie Agnellini Arte Moderna de Brescia, ainsi qu'à la Galerie civique d'art moderne et contemporain de Turin. De nombreuses œuvres se trouvent dans des collections privées lombardes.

## Œuvres notables

### Tableaux

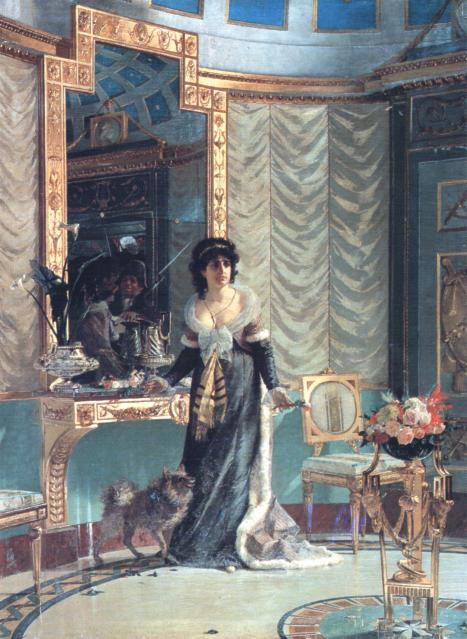
Arresto di Luisa Sanfelice.

- 1877 : Re Umberto e Regina Margherita
- 1878 : Arresto di Luisa Sanfelice
- 1880 : Janghen Var, inspiré de Costantinopoli par Edmondo De Amicis
- 1883 : Testa di moro.
- 1884 : Santa Teresa in estasi, pastelle sur papier
- 1887 : Due figurine e Castelli in aria
- XIXe siècle : Allegoria della Giustizia
- XIXe siècle : Nudo in un interno dell'antica Roma, aquarelle
- XIXe siècle :  Venere e Amore.
- XIXe siècle : Sogno di Primavera.
- XIXe siècle : Profilo di bambina seduta in costume locale, aquarelle
- XIXe siècle : Ritratto del figlio di Arnaldo Faustini, sur papier
- XIXe siècle : Veduta campestre.
- XIXe siècle : Sante Cecilia, Caterina e Lucia
- XIXe siècle : Vergine che protegge Cologne
- XIXe siècle : Pala

### Fresques
- 1864, Milan : Giovanni Antonio Amadeo et Michelangelo, deux fresques sur médaillons, premières œuvres de jeunesse, portique supérieur du palais de Brera.
- vers 1878, Sassari, décoration de la salle du conseil du Palazzo della Provincia.
- vers 1878, Nice, cycle de fresques pour la villa du consul italien à Saint-Pétersbourg.
- 1878-1884, Brescia, cycle comprenant les épisodes Annunciazione, Nascita di Maria, Calvario, Incoronazione di Maria, apôtres, anges, saints, peinture à l'encaustique, œuvres réalisées sur le mur du sanctuaire de la Madonna delle Grazie de l'architecte Antonio Tagliaferri[2].
- XIXe siècle, Brescia, Quattro Angeli, peinture, œuvres réalisées dans la « Cappella del Santissimo Sacramento » de l'Église Saint-Jean-l'Évangéliste de Brescia.

### Galerie

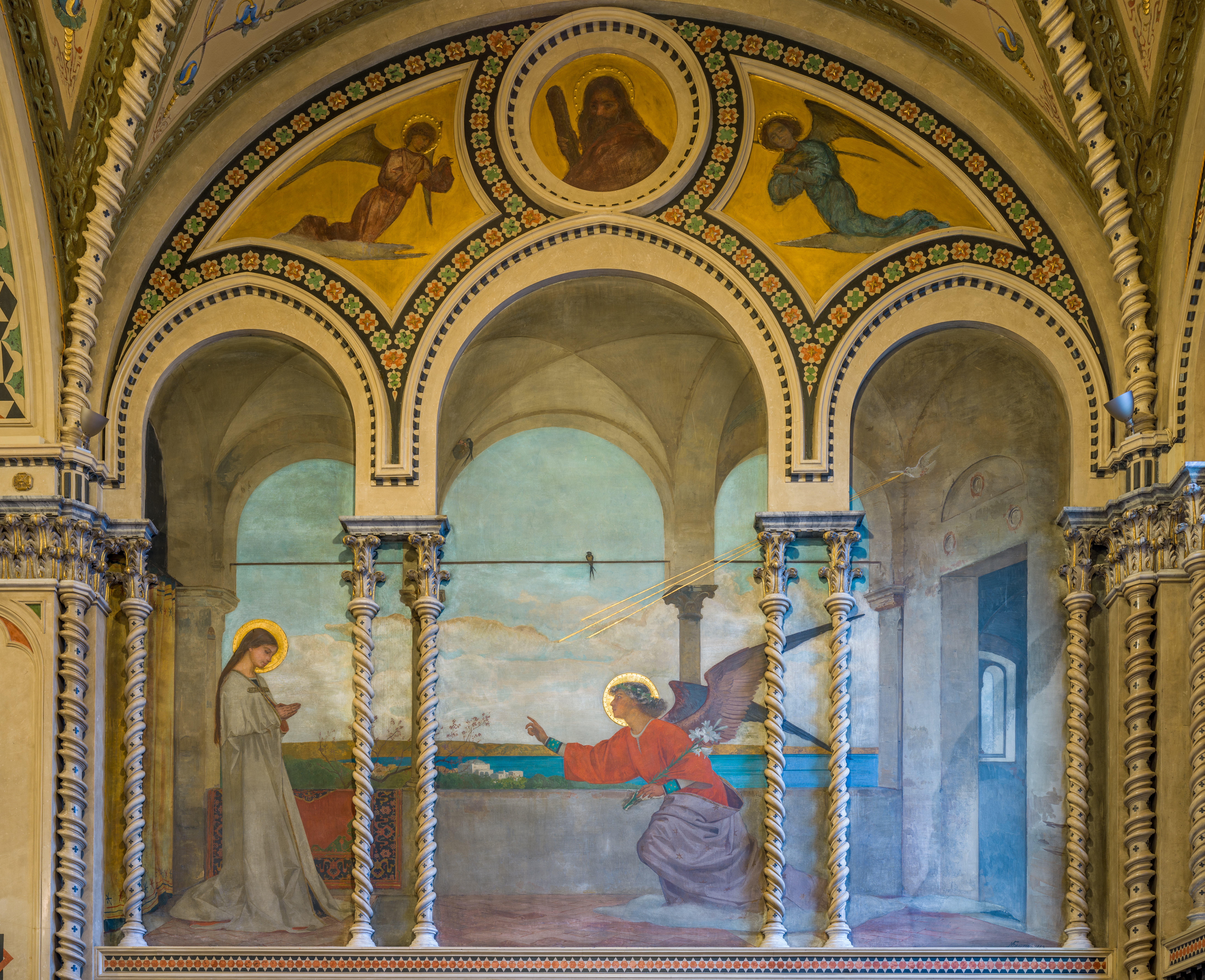
Annunciazione.
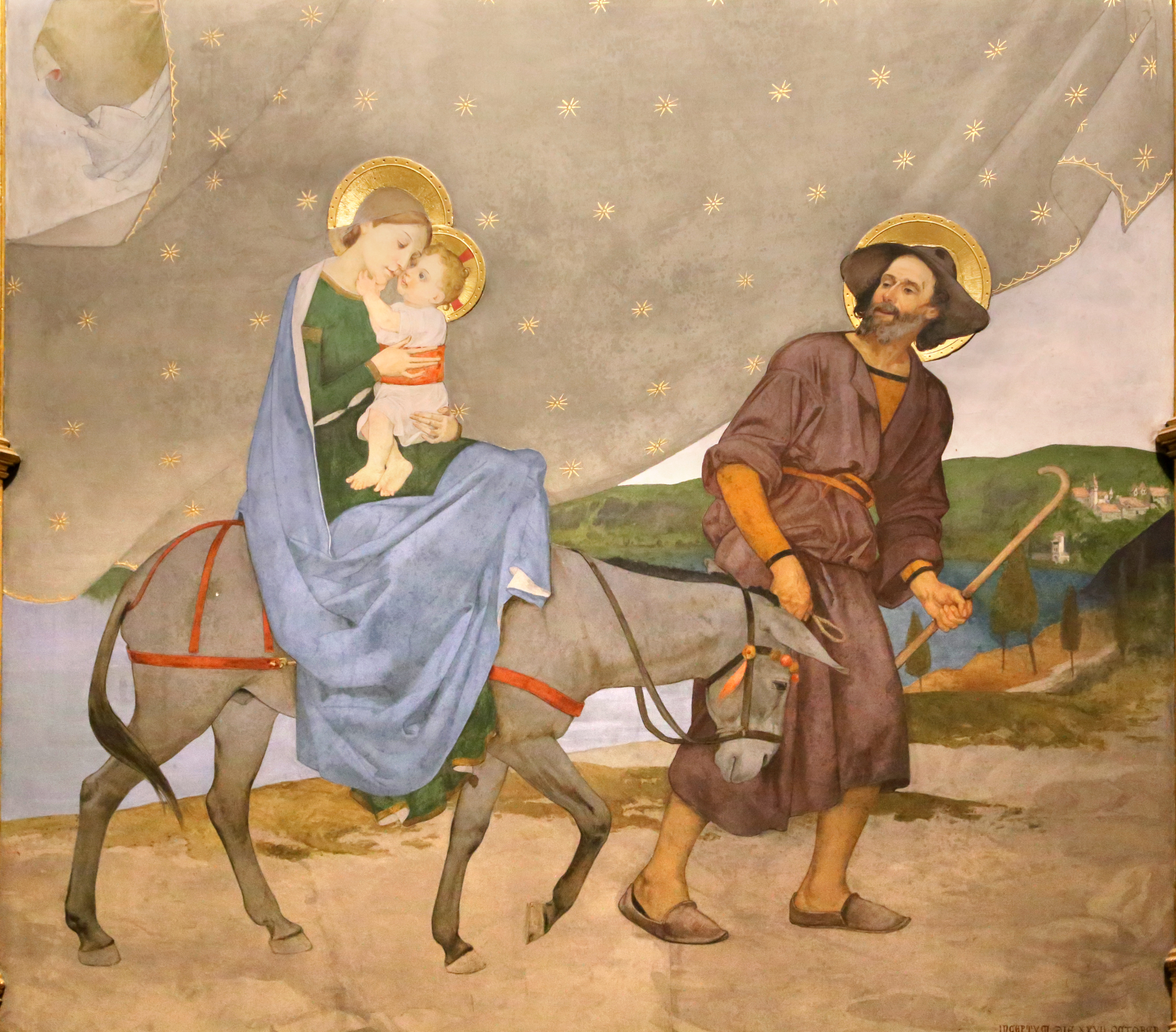
Fuga in Egitto.
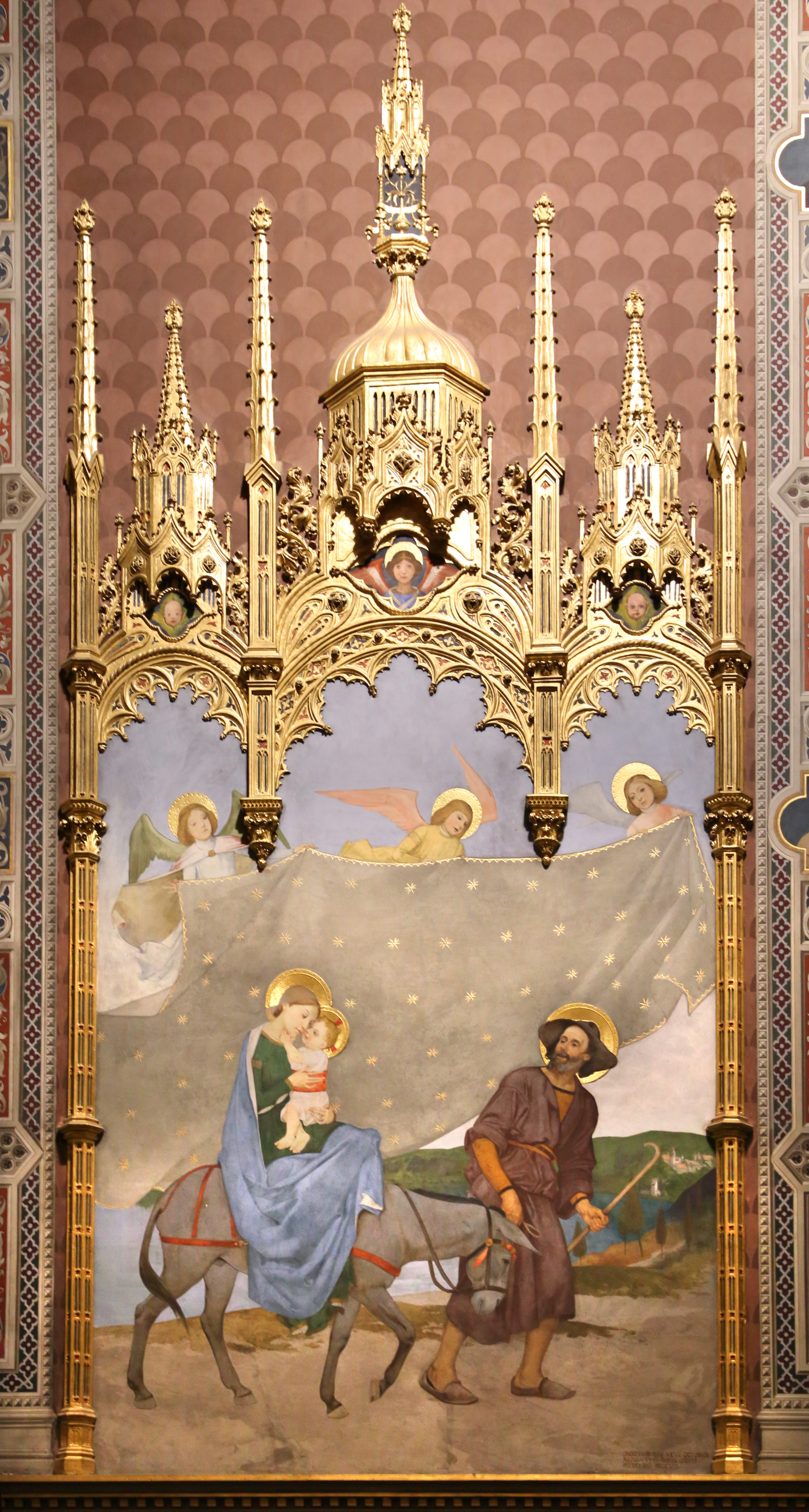
Fuga in Egitto.
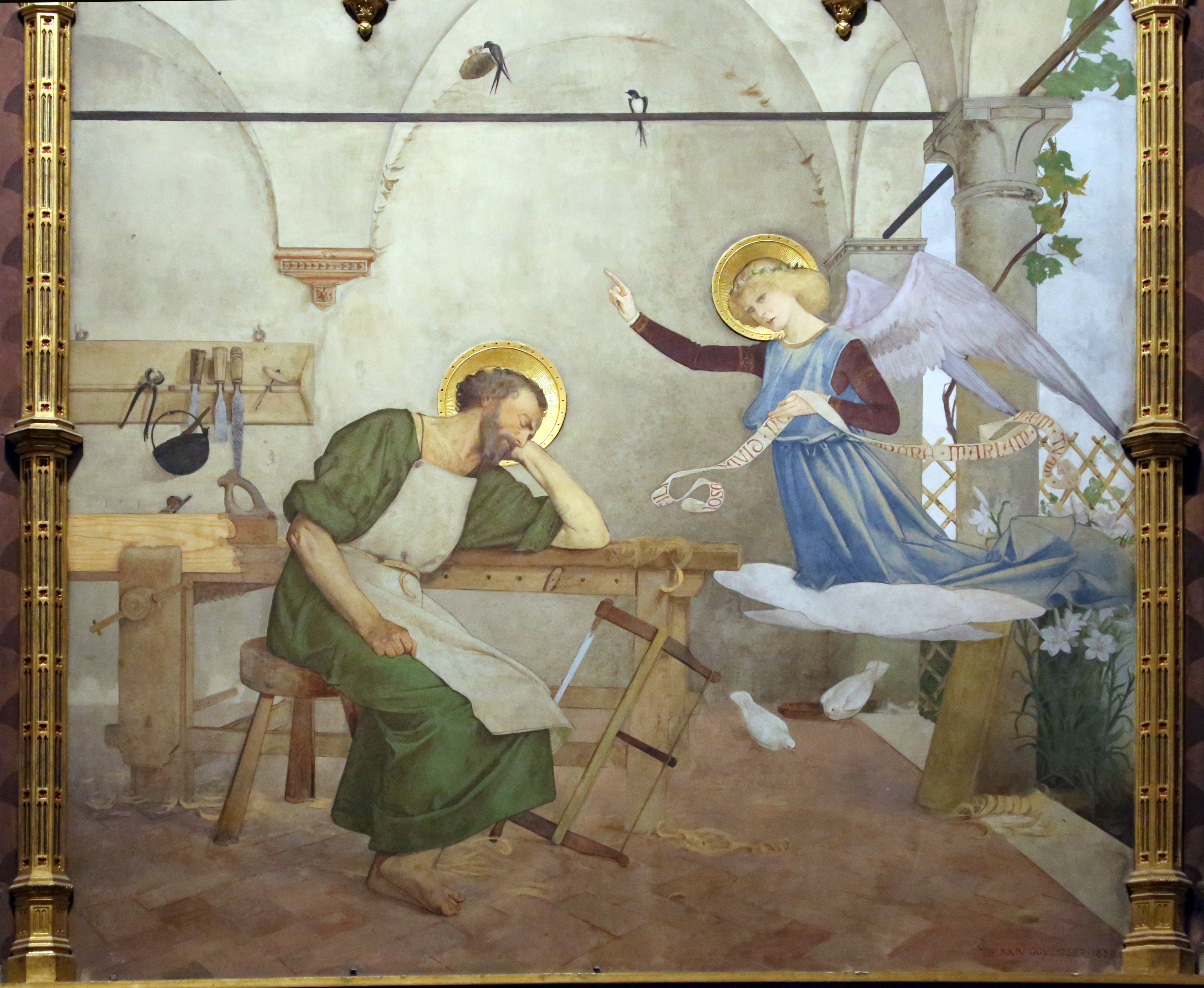
Sogno di Giuseppe
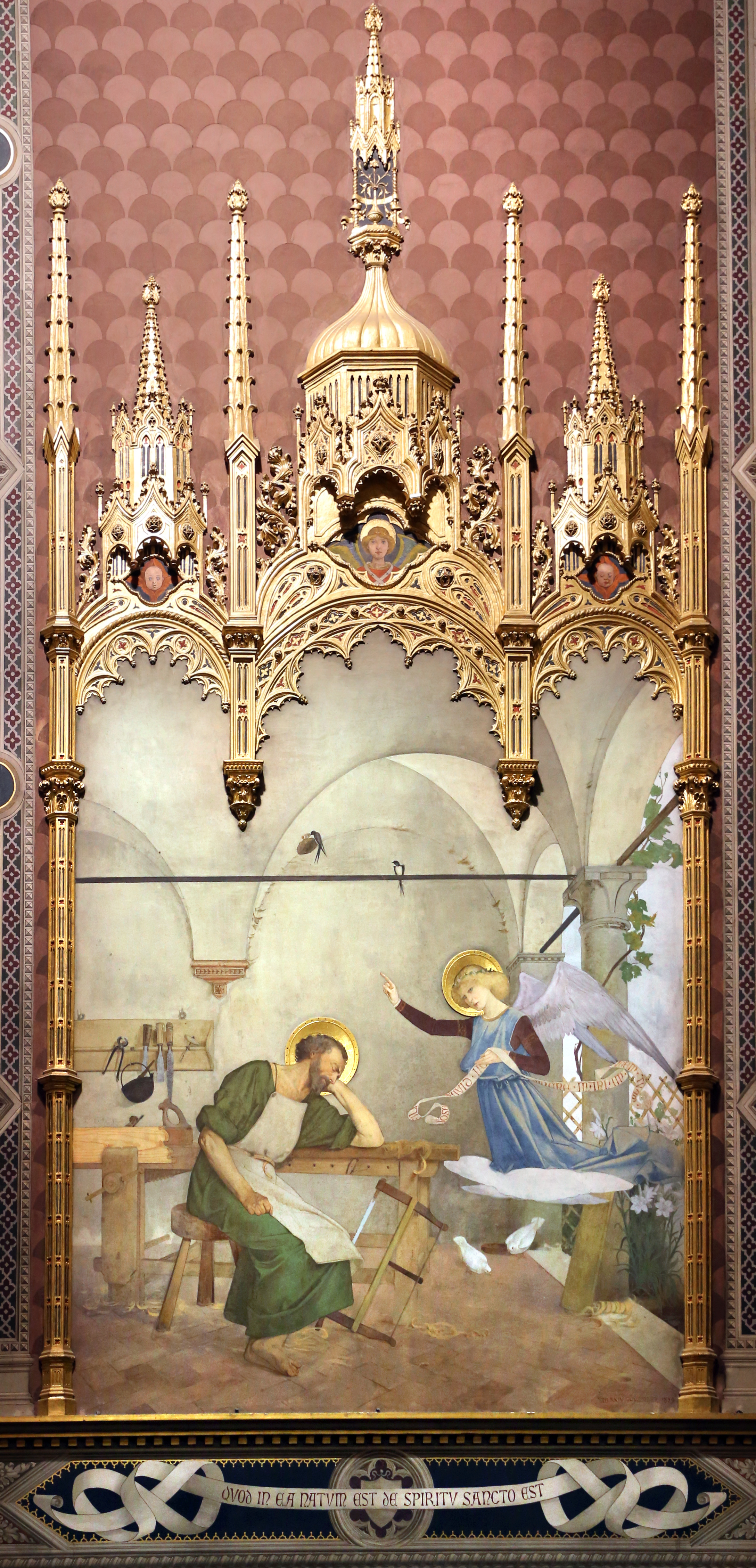
Sogno di Giuseppe.
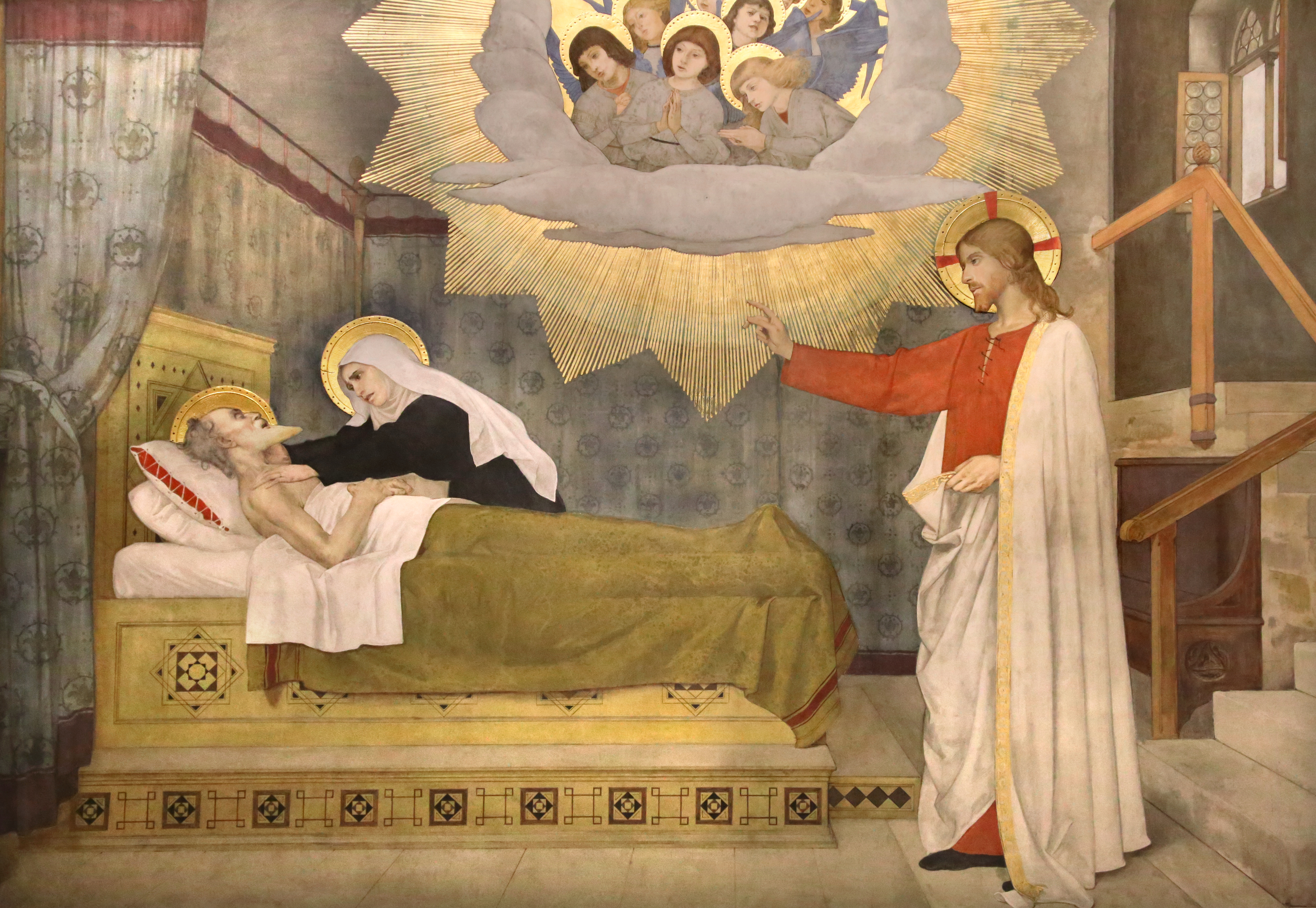
Morte di Giuseppe.
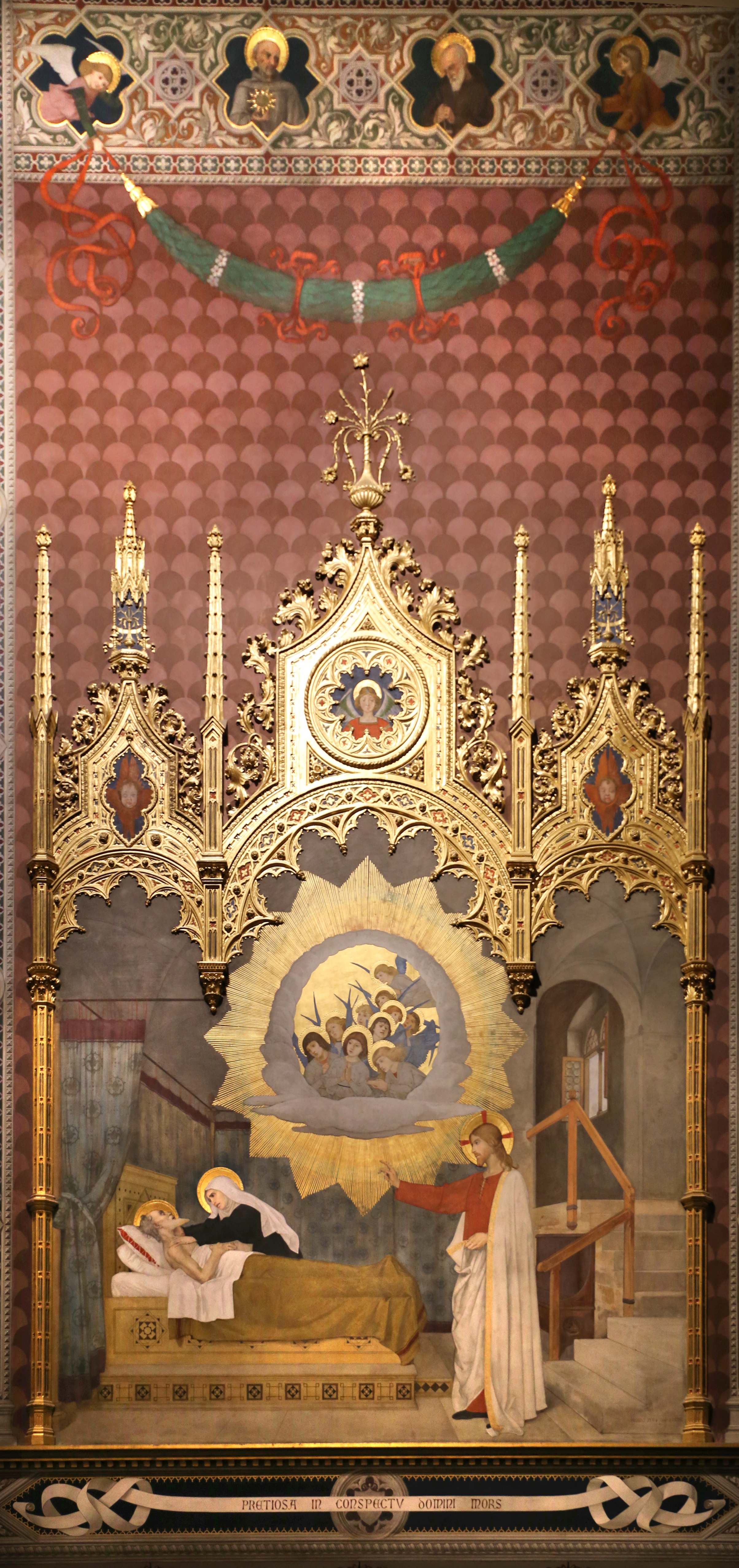
Morte di Giuseppe.
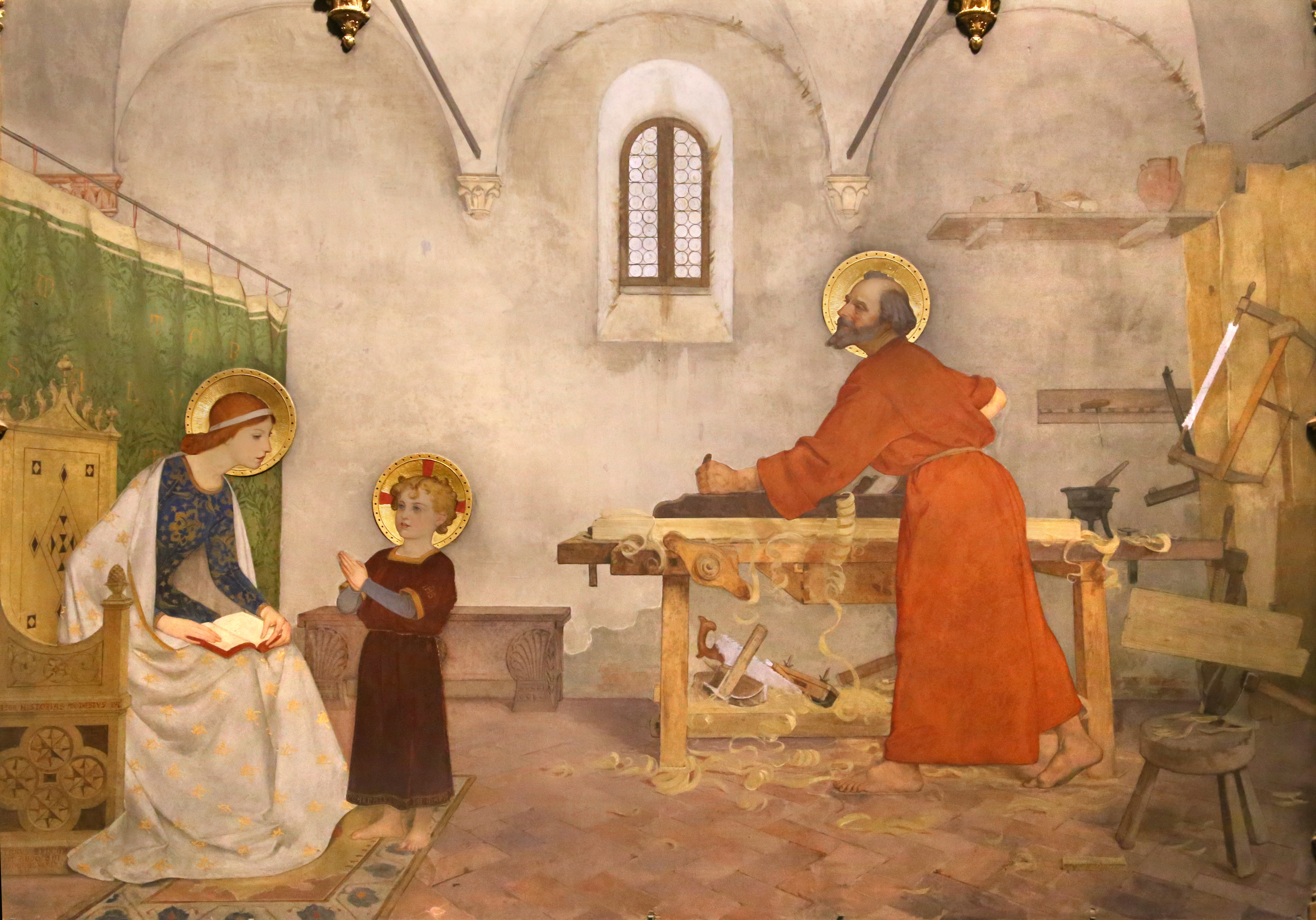
Bottega di Giuseppe Falegname con Maria e Gesù Bambino
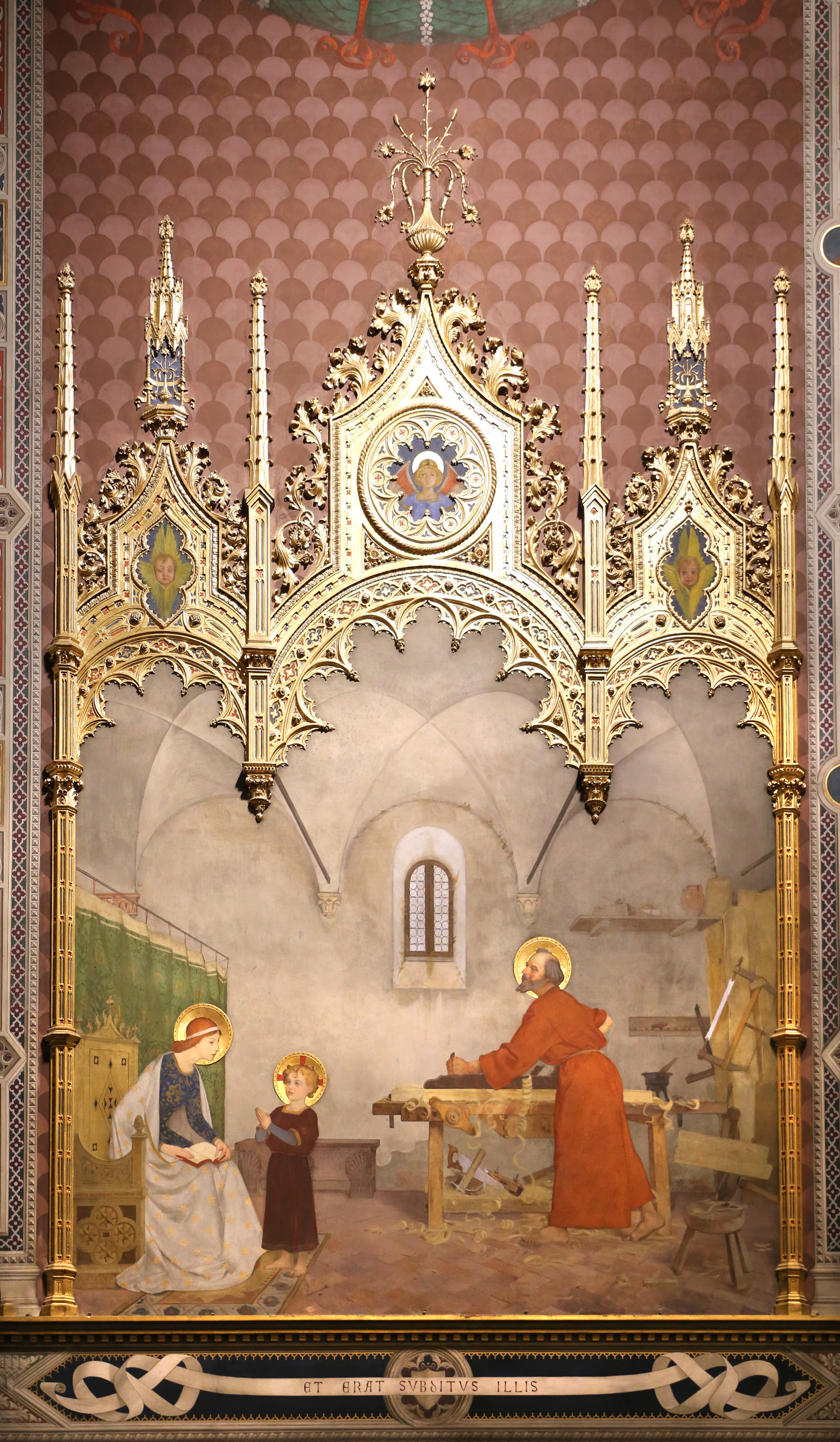
Atelier de Joseph le charpentier avec Marie et l'enfant Jésus.
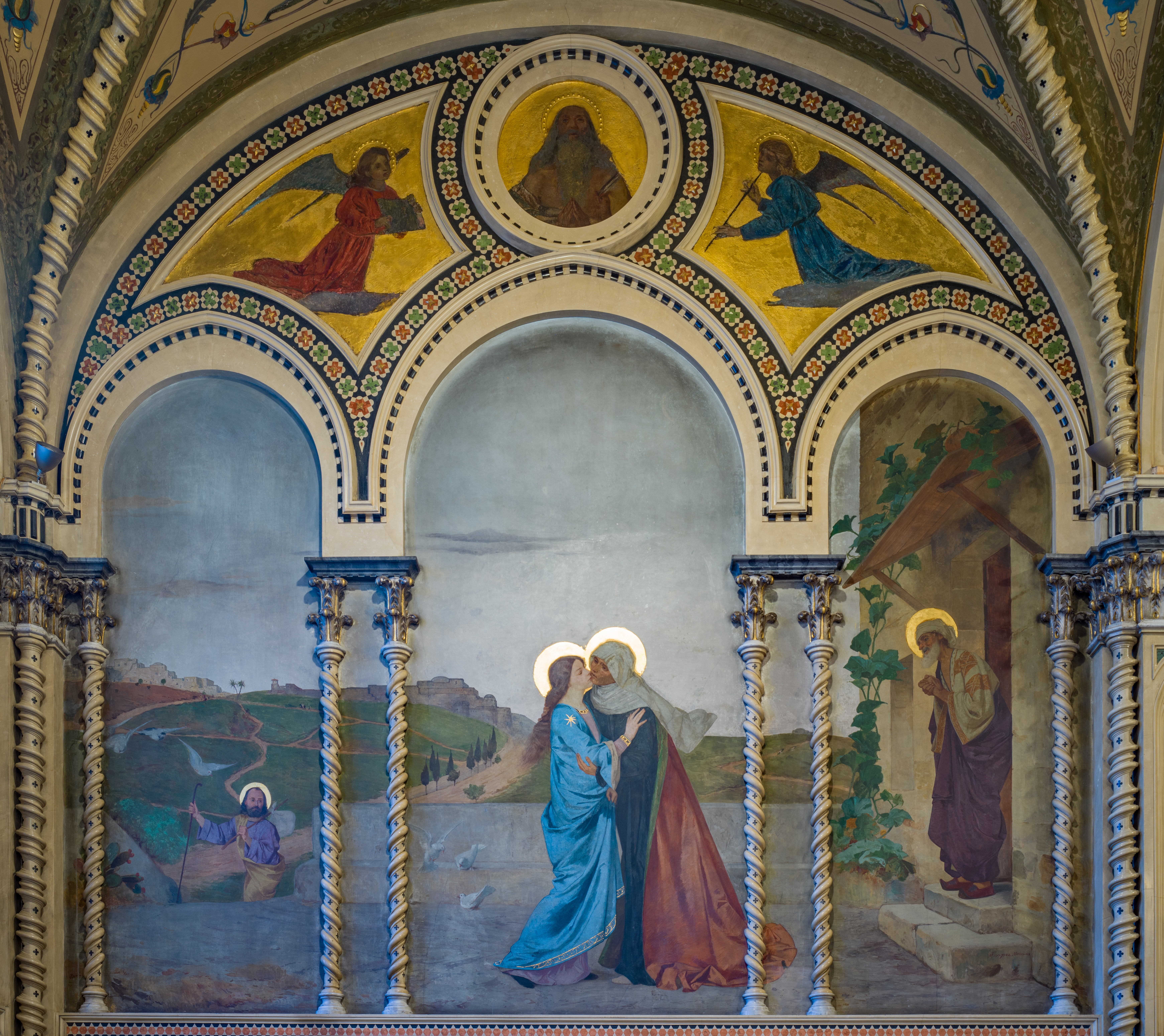
Visitazione.

#### Ouvrages
- (it) Agostino Mario Comanducci, Pittori italiani dell'Ottocento, Milan, 1934.
- (it) Agostino Mario Comanducci, Dizionario illustrato pittori e incisori italiani moderni, deuxième édition, Milan, 1945.
- (it) Agostino Mario Comanducci, Dizionario illustrato pittori e incisori italiani moderni e contemporanei, troisième édition, Milan, 1962.
- (it) Thieme Becker, Kunstlerlex, 1915.
- (it) Angelo De Gubernatis, Dizionario italiano artisti viventi, 1889.
- (it) Firenze artistica, 1878.
- (it) Arte e Storia, 1912.
- (it) Tribuna illustrata, 1891.
- (it) Antonio Fappani, Enciclopedia bresciana, vol. 4, Brescia, La Voce del Popolo, 1981 (OCLC 163181951, lire en ligne).
- (it) Francesco De Leonardis et Luigi Capretti, Modesto Faustini, 2004 (lire en ligne [PDF]).
- (it) R. Lonati, Dizionario dei pittori bresciani, Volume II, Brescia, 1980 / 1983.
- (it) A. Cassa (1892) et S. Bizzotto (1995), Modesto Faustini 1839-1891.

#### Articles de presse
- (it) A. L. Ronchi, « Faustini il romano, Schermini l'accademico, Glisenti il ribelle », STILE Arte, no 30,‎ mars 2000.
- (it) R. C., « Faustini, bresciano da esportare », Giornale di Brescia,‎ 26 octobre 2003.
- (it) G. Capretti, « Modesto Faustini, l'amore per il dettaglio », Giornale di Brescia,‎ 6 décembre 2003.
- (it) R. Lonati, « Dipinti e disegni di Modesto Faustini », La Voce del popolo,‎ 19 décembre 2003.
- (it) C. Bertoldi et G. Orlandi, « Faustini restaurato », STILE Arte, no 80,‎ 2004.